# Myrhorod (huyện)
Huyện Myrhorod (tiếng Ukraina: Миргородський район, chuyển tự: Myrhorods’kyi raion) là một huyện của tỉnh Poltava thuộc Ukraina. Huyện Myrhorod có diện tích 1539 kilômét vuông, dân số theo điều tra dân số ngày 5 tháng 12 năm 2001 là 41225 người với mật độ 27 người/km2. Trung tâm huyện nằm ở Myrhorod.